# Michael Harish
Michael Harish cunoscut ca Micha Harish(în ebraică מיכאל חריש) (n. 28 noiembrie 1936, Timișoara) este un politician social-democrat israelian originar din România, care a deținut funcția de ministru al comerțului și industriei în anii 1992-1996 în guverne conduse de Itzhak Rabin și Shimon Peres, a fost deputat în Knesset  (Parlamentul Statului Israel) și secretar general al Partidului Muncii din Israel.
În ianuarie 2011, în urma părăsirii Partidului Muncii de către Ehud Barak și de câțiva deputați care au format fracțiunea parlamentară Atzmaut (Independență), Michael Harish a fost solicitat să revină, la 74 ani, în viața politică și să fie vreme de 8 luni (ianuarie - septembrie 2011) președintele temporar al Partidului Muncii, aflat într-o perioadă de criză.

## Biografie

### Copilărie și tinerețe
Michael Harish (Hirsch) s-a născut la data de 28 noiembrie 1936, în municipiul Timișoara (România). 
ca fiu al lui Iosef Hirsch. Părinții săi proveneau din familii evreiești religioase. Mama și-a pierdut întreaga familie în Holocaustul evreilor din Ungaria și nordul Transilvaniei. În timpul celui de-al Doilea Război Mondial tatăl a fost trimis ca evreu, în detașamente de muncă obligatorie. După război a fost conducător al branșei locale a mișcării sioniste socialiste "Ihud". Când Harish a împlinit vârsta de 2 ani, la 29.11.1938 familia lui a fost traumatizată de uciderea fratelui mai mare al tatălui, Simon Hirsch, și a soției acestuia, Terry, într-un atentat cu bombă al unor legionari în timpul spectacolului de teatru în limba idiș al trupei actriței Sidi Thal, care sosise la Timișoara în cursul unui turneu.
Michael Hirsch a învățat la Liceul Israelit din Timișoara și a activat în mișcarea tineretului sionist religios „Bney Akiva”. În 1950 , sub noul regim comunist, locuința familiei a fost confiscată în favoarea unui slujbaș al securității și au trebuit să se mute la niște rude din București. În acelaș an au izbutit, însă, să emigreze în Israel la bordul vaporului „Transilvania”.  La scurt timp după ce au părăsit România a început acolo un val mare de arestări ale evreilor acuzați de activitate sionistă.  În Israel Harish a locuit la început în maabara (Shaar laAliya), apoi in cartierul Bat Galim din Haifa, în Kiriat Amal și, în cele din urmă, la Kiriat Haim și apoi a învățat un an în satul agricol de tineret Ben Shemen. În timpul liber, a părăsit curentul sionist național-religios în favoarea celui laic, social democrat - organizația de tineret Mahanot haolim, între altele, a jucat fotbal și a cântat la vioară și la violă. Neplăcându-i la liceul local, a întrerupt școala în clasa a XI-a, a lucrat o vreme în port și, în cele din urmă a terminat examenele de bacalaureat într-o clasă serală.
A efectuat serviciul militar obligatoriu ca soldat combatant, deși fusese deja admis ca violonist în orchestra armatei. A devenit ofițer în regimentul 12 din brigada „Golani” și a participat la Campania din Sinai din 1956. A studiat la Universitatea Ebraică din Ierusalim, obținând o licență în economie și științe politice. În timpul studiilor  a fost președintele Asociației studenților din  partidul social-democrat MAPAI.

### Cariera politică și publică
Harish și-a început cariera politică, ca unul dintre fondatorii Gărzii tinere a Partidului Muncii (1966). la începutul anilor 1960 în timpul crizei cauzate in partidul Mapai ca urmare a Afacerii Lavon, Harish s-a numărat printre susținătorii lui Ben Gurion. Mai târziu a fost apropiat mai cu seamă de Shimon Peres. În calitate de director al Departamentului de relații internaționale al Partidului Muncii (1967-1982), a purtat discuții cu liderii socialiști din lumea întreagă pentru a se opune boicotului declanșat de țările arabe la adresa Israelului. A avut un rol important în stabilirea relațiilor diplomatice dintre Israel și Regatul Spaniei.
Din anul 1989, în funcția administrativă de Secretar General al Partidului Muncii, Harish a implementat un program pe termen lung de reorganizare a partidului, inclusiv nominalizarea de candidați la alegerile din cadrul partidului. A îndeplinit de asemenea funcțiile de președinte al Comitetului Politic al Partidului Muncii ("Vaad HaPoel"), președinte al Centrului israelian de politică energetică ”Shiluv” și membru al conducerii Consiliului public pentru evreii din Uniunea Sovietică. De asemenea a prezidat filiala Givatayim a Asociației pentru bunăstarea Soldatului.

### Activitatea parlamentară
Harish a îndeplinit funcția de membru al Knesset-ului vreme de 22 ani, în perioada 1974-1996, activând în cadrul următoarelor comisii parlamentare : Economie (1974-1977); Servicii Publice (1974-1977); Comisia pentru Locuințe (1977-1981); Afaceri Externe și Apărare (1977-1988); și Finanțe (1988-1992), pe care a condus-o în vremea Knessetului al-12-lea, până în martie 1989. De asemenea, a prezidat subcomisia  pentru Energie (1977-1984).
În Knessetul al-9-lea și al 10-lea a prezidat comisia mixtă cu privire la Proiectul Canalului celor Două Mări (Marea Roșie și Marea Moartă), proiect care, în cele din urmă nu a fost tradus în viață.  A mai prezidat și comisia mixtă cu privire la salariile salariaților armatei, și subcomisia care a dezbătut subiectul alegerii dr.Kurt Waldheim  ca președinte al Austriei, comisia parlamentară cu privire la accidentele de circulație, în Knessetul al-11 lea - comisia specială cu privire la încurajarea exportului. În anul 1976 Harish a recomandat înființarea Ministerului Energiei.

### În guvern
După ce a condus în 1992 echipa campaniei electorale a lui Itzhak Rabin, a îndeplinit funcția de ministru al industriei și comerțului al statului Israel în perioada 13 iulie 1992 - 18 iunie 1996, făcând parte din guvernele conduse de către Itzhak Rabin și Shimon Peres.
Ca ministru a contribuit la sprijinirea firmelor high tech , a căror stabilire în orașe ca Kiriat Gat și Yokneam,  a ajutat mult la dezvoltarea acestora. Între altele a stimulat industria cinematografică. Ulterior a fost mai mulți ani președintele Consiliului pentru cinematografie.

### Președinte al Partidului Muncii
În ianuarie-septembrie 2011 a îndeplinit funcția de președinte al Partidului Muncii, solicitat fiind să ajute la refacerea partidului într-o perioadă de criză, după abandonarea acestuia de către Ehud Barak. I-a urmat în post ziarista Sheli Yehimovich.
În ultimii ani conduce Asociația pentru cultivarea istoriei și moștenirii iudaismului din România AMIR și până în 2017 a stat în fruntea Societății pentru localizarea și returnarea bunurilor celor pieriți în Holocaust.

### Viața privată
Micha Harish este căsătorit cu Edith, și are trei fii - Lior, Eran și Yoav,  și o fiică, Ortal.  
De profesie economist, Michael Harish vorbește, pe lângă limba ebraică, și limbile engleză, franceză, maghiară și română. Din anul 1963 locuiește în orașul Giv'atayim.

## Funcții publice în Israel
Michael Harish a deținut următoarele funcții publice:
- deputat în Knesset din partea Partidului Muncii (1973-1996)
- ministru al industriei și comerțului (13 iulie 1992 - 18 iunie 1996)
- director al Consiliului  Cinematografiei